# Campionati europei di ciclismo su pista 2023 - Velocità a squadre femminile
La velocità a squadre femminile ai Campionati europei di ciclismo su pista 2023 si svolse l'8 febbraio 2023 presso il Velodrome Suisse di Grenchen, in Svizzera.

## Risultati

### Qualificazioni
Le prime otto si qualificano per il primo turno.
| Pos. | Squadra                                                             | Tempo  | Distacco | Note |
| ---- | ------------------------------------------------------------------- | ------ | -------- | ---- |
| 1    | Germania Pauline Grabosch Emma Hinze Alessa-Catriona Pröpster       | 47"470 |          | Q    |
| 2    | Francia Taky Marie-Divine Kouamé Julie Michaux Mathilde Gros        | 47"785 | +0"315   | Q    |
| 3    | Gran Bretagna Lauren Bell Sophie Capewell Katy Marchant             | 47"808 | +0"338   | Q    |
| 4    | Paesi Bassi Kyra Lamberink Hetty van de Wouw Steffie van der Peet   | 47"877 | +0"407   | Q    |
| 5    | Polonia Marlena Karwacka Urszula Łoś Nikola Sibiak                  | 47"919 | +0"449   | Q    |
| 6    | Belgio Elke Vanhoof Valerie Jenaer Nicky Degrendele                 | 49"083 | +1"613   | Q    |
| 7    | Rep. Ceca Natálie Mikšaníková Veronika Jaborníková Anna Jaborníková | 49"313 | +1"843   | Q    |
| 8    | Italia Giada Capobianchi Miriam Vece Rachele Barbieri               | 49"558 | +2"088   | Q    |
| 9    | Ucraina Jelyzaveta Holod Alla Bilec'ka Oleksandra Lohvynjuk         | 52"009 | +4"539   |      |

### Primo turno
Gli accoppiamenti delle batterie sono definiti in base ai tempi delle qualificazioni:
- quarta classificata contro quinta;
- terza classificata contro sesta;
- seconda classificata contro settima;
- prima classificata contro ottava.

Le squadre vincitrici delle batterie sono classificate in base al proprio tempo: le 2 migliori si qualificano per la finale per la medaglia d'oro, le altre 2 per quella per il bronzo.
| Pos. | Batt. | Squadra                                                             | Tempo  | Distacco | Note |
| ---- | ----- | ------------------------------------------------------------------- | ------ | -------- | ---- |
| 1    | 4     | Germania Pauline Grabosch Emma Hinze Lea Friedrich                  | 46"456 |          | QO   |
| 2    | 2     | Gran Bretagna Lauren Bell Sophie Capewell Emma Finucane             | 47"156 | +0"700   | QO   |
| 3    | 1     | Paesi Bassi Kyra Lamberink Hetty van de Wouw Steffie van der Peet   | 47"368 | +0"912   | QB   |
| 4    | 3     | Francia Taky Marie-Divine Kouamé Julie Michaux Mathilde Gros        | 47"784 | +1"328   | QB   |
| 5    | 1     | Polonia Marlena Karwacka Urszula Łoś Nikola Sibiak                  | 47"420 | +0"964   |      |
| 6    | 2     | Belgio Elke Vanhoof Valerie Jenaer Nicky Degrendele                 | 48"824 | +2"368   |      |
| 7    | 4     | Italia Giada Capobianchi Miriam Vece Rachele Barbieri               | 49"001 | +2"545   |      |
| 8    | 3     | Rep. Ceca Natálie Mikšaníková Veronika Jaborníková Anna Jaborníková | 49"353 | +2"898   |      |

### Finali
| Finale per la medaglia d'oro     |                                                                   |        |        |
| 1                                | Germania Pauline Grabosch Emma Hinze Lea Friedrich                | 46"865 |        |
| 2                                | Gran Bretagna Lauren Bell Katy Marchant Emma Finucane             | 47"639 | +0"774 |
| Finale per la medaglia di bronzo |                                                                   |        |        |
| 3                                | Paesi Bassi Kyra Lamberink Hetty van de Wouw Steffie van der Peet | 47"431 |        |
| 4                                | Francia Taky Marie-Divine Kouamé Julie Michaux Mathilde Gros      | 49"181 | +1"750 |